# Anna Kornuta
Anna Mykolajiwna Kornuta (ukrainisch Анна Миколаївна Корнута; * 10. November 1988 in Charkiw, Ukrainische SSR, Sowjetunion) ist eine ehemalige ukrainische Leichtathletin, die sich auf den Weitsprung spezialisiert hat.

## Sportliche Laufbahn
Erste internationale Erfahrungen sammelte Anna Kornuta im Jahr 2013, als sie bei den Weltmeisterschaften in Moskau mit einer Weite von 6,53 m in der Qualifikationsrunde ausschied. Im Jahr darauf verpasste sie bei den Hallenweltmeisterschaften in Sopot mit 6,35 m den Finaleinzug und 2015 belegte sie bei der Sommer-Universiade in Gwangju mit 13,27 m den siebten Platz im Dreisprung und schied im Weitsprung mit 5,98 m in der Vorrunde aus. Im Jahr darauf gelangte sie bei den Europameisterschaften in Amsterdam mit 6,42 m auf den elften Platz im Weitsprung und anschließend nahm sie an den Olympischen Sommerspielen in Rio de Janeiro teil und schied dort mit 6,37 m in der Qualifikationsrunde aus. 2017 kam sie bei den Halleneuropameisterschaften in Belgrad mit 6,10 m nicht über die Vorrunde hinaus und im selben Jahr beendete sie ihre aktive sportliche Karriere im Alter von 28 Jahren.
In den Jahren 2014 und 2016 wurde Kornuta ukrainische Hallenmeisterin im Weitsprung.

## Persönliche Bestleistungen
- Weitsprung: 6,72 m (+2,0 m/s), 14. Juni 2013 in Kiew
- Dreisprung: 13,70 m (+1,9 m/s), 19. Mai 2011 in Jalta